# Koch, Bantelmann & Paasch

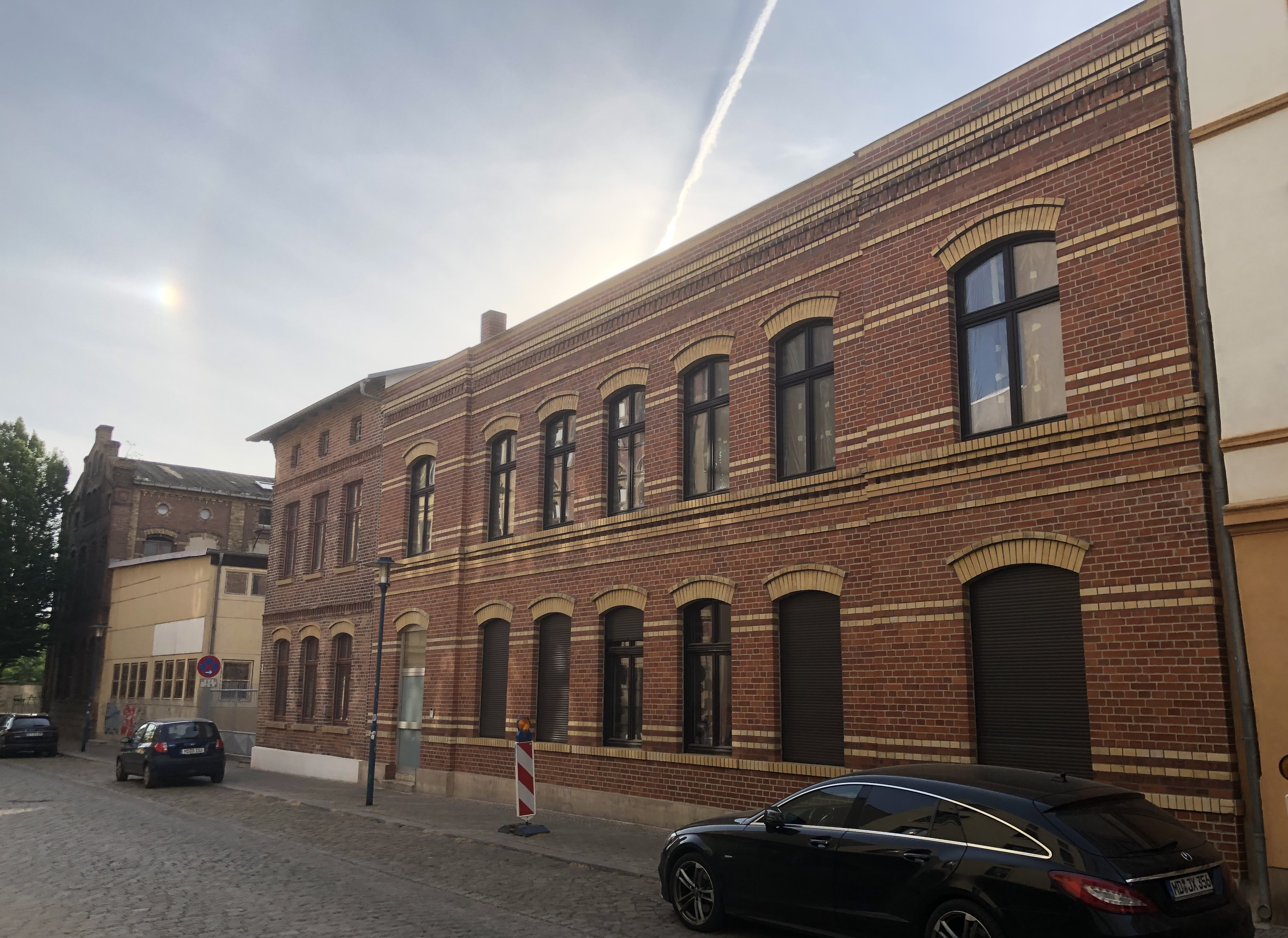
Front zur Weststraße, Kontor- und Verwaltungsgebäude, 2022

Koch, Bantelmann & Paasch war eine Maschinenfabrik und Eisengießerei in Magdeburg im heutigen Sachsen-Anhalt. Teile der erhalten Fabrikanlage stehen unter Denkmalschutz. Die Tradition des Unternehmens wird heute in Magdeburg unter dem Namen VAKOMA, jedoch an einem anderen Standort, fortgesetzt.

## Lage
Die Fabrikanlage befindet sich auf der Nordseite der Weststraße im Magdeburger Stadtteil Buckau an der Adresse Weststraße 6 und zieht sich sowohl entlang der Weststraße als auch der westlich angrenzenden Gnadauer Straße. An der Weststraße umschließt das Fabrikgelände das Grundstück Weststraße 3. Westlich liegen ausgedehnte Eisenbahnanlagen der Bahnstrecke Magdeburg–Leipzig.

## Geschichte
Das Unternehmen wurde am 1. Februar 1869 vom Magdeburger Drehermeister Wilhelm Koch, dem Magdeburger Schlossermeister Louis Bantelmann und dem aus Pöthen stammenden Heinrich Paasch gegründet. Andere Angaben nennen das Jahr 1868. Bauarbeiten scheinen bereits ab 1868 auf dem Grundstück erfolgt zu sein. Das Unternehmen wurde zu einem industriegeschichtlich als bedeutend eingeschätzten Industriebetrieb im Industrieort Buckau. Die Produktionspalette umfasste vor allem Dampfkesselarmaturen, Pumpen und Verdichter.
Im März 1869 wurden zunächst sechs Mitarbeiter, Ende des Jahres bereits zwölf beschäftigt. Der Umsatz betrug im ersten Jahr etwa 25.000 Mark.
Ab 1871 wurden die Fabrikationsgebäude erweitert und neue Kapazitäten geschaffen. 1872 wurde das später als Kontorgebäude genutzte Haus an der Weststraße errichtet, 1879 folgte der Werkstattbau an der Gnadauer Straße, der mehrfach erweitert wurde. Louis Bantelmann verstarb 1873. An seine Stelle trat der Buckauer Kaufmann Julius Höfert. Im Jahr 1881 erwarb das Unternehmen die 1864 errichteten Gebäude der benachbarten ehemaligen Brauerei Kühne, die als Spirituosenbrennerei und Pottasche-Fabrik Gerson genutzt worden war. Nach einem Umbau wurde dieser Bereich für den Versand genutzt. Andere Angaben nennen hier die Einrichtung einer Gießerei. Außerdem richtete das Unternehmen eine Filiale in Paris ein.
1885 wurde die Produktion von Dampf-Duplexpumpen aufgenommen. Die Mitarbeiterzahl war 1887 auf 150 bis 170 angestiegen. Die heutige Gießereihalle entstand 1889, das Verwaltungsgebäude an der Weststraße 1895. Eine erneute Erweiterung des Firmengeländes erfolgte im Jahr 1901 durch einen weiteren Zukauf.
Ab 1892 wurden Dampfmaschinen hergestellt. Anfang des 20. Jahrhunderts wurden Luftkompressoren für den Bergbau hergestellt.
Im Jahr 1922 erfolgte die Umwandlung in eine Kommanditgesellschaft mit sechs Kommanditisten. Im Zuge der Weltwirtschaftskrise ging Koch, Bantelmann & Paasch im Jahr 1930 eine Kooperation mit dem Hersteller von Pumpen Klein, Schanzlin & Becker ein. 1936 endete die Kooperation und wurde die Rechtsform in eine GmbH geändert. Die Geschäftsanteile wurden 1940 von der Berliner Maschinenfabrik übernommen.
Im Zweiten Weltkrieg blieb das Werksgelände weitgehend unbeschädigt. Das Unternehmen widmete sich ab 1946 zunächst der Reparatur von Dampfmaschinen, Kompressoren, Pumpen und Armaturen.

### VAKOMA
Im Jahr 1953 erfolgte eine Enteignung, der Betrieb wurde Teil des VEB Einheit. 1955 wurde der Betrieb gemeinsam mit dem VEB Buntmetallguss aus dem VEB Einheit herausgelöst und als VEB Vakuumpumpen- und Kompressorenbau Magdeburg (VAKOMA) betrieben. Der Betrieb des VEB Buntmetallguss wird ab Ende 1957 als Werk II von VAKOMA geführt.
Im Jahr 1956 wurden die Werksanlagen modernisiert und der Export wieder aufgenommen. Wichtiges Exportgut war die Vakuumpumpe VP-R 250. 1960 wurde die Pumpenproduktion des VEB Pumpenwerke Halle übernommen. Es erfolgten Neu- und Weiterentwicklungen, so entstanden die Serien HS und HL von Kolbenvakuumpumpen, die in größerem Umfang auch in den Export gingen. 1970 wurde der VEB Vakuumpumpen- und Kompressorenbau Magdeburg in das neu gegründete Kombinat Pumpen und Verdichter Halle eingegliedert. Vom Geraer Kompressorenbau wurde die Entwicklung und die Produktion von vierstufigen Hochdruckkompressoren A4 übernommen. Von diesem Spezialverdichter für Trenneranlagen im Energiebereich wurden 3000 Stück gebaut und auch nach Ägypten, Bulgarien, Kuba, Pakistan, Polen und die Tschechoslowakei exportiert.
In einer Kooperation mit dem Kompressorenbau Benneckenstein entstand eine Reihe verschiedener Kleinverdichter. Zur ab 1985 erfolgten Produktion wurde eine neue Druckgussgießerei eingerichtet.
Im Jahr 1990 erfolgte eine Privatisierung an die S. Schumacher GmbH. Die Druckgussgießerei wurde ausgegliedert. Am 1. März 1990 wurde das Unternehmen als VAKOMA im Handelsregister eingetragen. Die Produktionspalette wurde überarbeitet und auch patentiert. Kleinverdichter wurden zu einem großen Teil über die Meppener Firma Elektra Beckum vertrieben. Auch Hochdruckverdichter und Vakuumpumpen wurden weiter geführt, während die Produktion von Dampfpumpen eingestellt wurde. Im Bereich der Kolbenvakuumpumpen ergaben sich deutliche Absatzrückgänge.
1993 änderte sich die Eigentümerstruktur. 50 % der Anteile wurden an die Gummersbacher M. Feldhoff- Industrie- und Wirtschaftsberatungsgesellschaft verkauft, je 25 % gingen an die Söhne Peter und Volker Schumacher. In Lizenz von Odendahl wurden ab 1994 Freilaufrückschlagventile entwickelt und produziert. Bedingt durch eine Insolvenz der Firma Elektra Beckum, aber auch durch Lizenzstreitigkeiten und wirtschaftliche Probleme, musste VAKOMA 1996 Gesamtvollstreckung anmelden. Noch im gleichen Jahr erfolgte durch Mitarbeiter des Unternehmens eine Ausgründung der VAKOMA Hochdruckverdichter GmbH.
Im Jahr 2000 endete dann durch Umzug des Unternehmens die Geschichte von VAKOMA am Standort Weststraße in Buckau. Der neue Standort befand sich in der Olvenstedter Straße 9 in Magdeburg.
Am 24. Oktober 2000 wurde Gerhard Krossing neuer Eigentümer des Unternehmens. 2001 wurde VAKOMA als eingetragenes Markenzeichen geschützt. Die Produktpalette wurde über die Hochdruckverdichter A4 wieder um auch mit Steuerungen versehene Vakuumpumpen und Kleinverdichter erweitert. Der Name wurde daher 2004 in VAKOMA GmbH verändert. Für den Export in die Karibik und insbesondere nach Kuba bestand ab 2003 in diesem Bereich eine Vertretung mit Namen Achse Lateinamerika.
Ab 2004 entstanden auch schwere Vakuumpumpen mit einer Leistung von 4000 m³ je Stunde. Im Jahr 2006 nahm das Unternehmen die Entwicklung und Produktion von Stirnradgetrieben auf. Die Vertretung für Polen übernahm die Firma KOMPREN in Warschau. 2007 trat VAKOMA dem Verband Deutscher Maschinen- und Anlagenbau, 2009 der Forschungsvereinigung Antriebstechnik bei. 2010 erfolgte die Lieferung von Industrieausrüstungen nach Kuba und in die Ukraine und einer Luftdruckanlage mit vier Megawatt Leistung nach Kasachstan. Es wurden Turbogetriebe der Typen RUAV 56, A40, AM 20 entwickelt und produziert.
Im Jahr 2011 brachte VAKOMA ein neues Getriebe als adaptiven Ersatz für D3500-Getriebe auf den Markt. Ein Einsatzort war Usbekistan. Zugleich wurde auch eine Technik für die Rehabilitation russischer Zweiweggetriebe des Typs A2800 entwickelt, die ebenfalls nach Usbekistan geliefert worden. Für diese Rehabilitationstechnik wurde auch eine mobile Spindelmaschine entwickelt und gebaut, die 2012 zum Patent angemeldet wurde. Um Maschinen und Getriebe genau vermessen zu können, wurde eine mobile Lasermesstechnik angeschafft.
2012 ergab sich eine Zusammenarbeit mit der Zementindustrie. VAKOMA erzielte den zweiten Platz des Außenwirtschaftspreises Sachsen-Anhalt des Jahres 2012.
Am 13. Dezember 2013 zog das Unternehmen erneut um und ist nun in der Grabower Straße 6 in Magdeburg-Rothensee ansässig.
Eine besonders starke Ausrichtung von VAKOMA war auf den russischen Markt orientiert, wohin vor allem Antriebe für Zementöfen und Mühlen geliefert wurden. Etwa 90 % des Umsatzes wurden mit Russland und anderen Nachfolgestaaten der Sowjetunion abgewickelt. In der Zeit um 2015 beschäftigte VAKOMA 45 Mitarbeiter und realisierte einen Jahresumsatz von etwa 10 Millionen Euro.
Die starke Abhängigkeit vom russischen Markt führte in Folge des Angriffs Russlands auf die Ukraine ab 2014 zu ernsten wirtschaftlichen Problemen. Am 23. März 2015 musste VAKOMA Insolvenz anmelden.
Am Standort in Rothensee wurde die Getriebefirma MDM Mega Drive Magdeburg GmbH gegründet, die zur Firmengruppe GearTec AG gehört und von den ehemaligen VAKOMA-Mitarbeitern Matthias Pausch und Christoph Krossing geleitet wird. Ab 2017 wurde die Tradition der VAKOMA mit der Neugründung der VAKOMA Industries GmbH weitergeführt, die weiterhin den ausgegliederten Bereich der Luftdrucktechnik bedient. Die VAKOMA Industries liefert auch weiter Ersatzteile für VAKOMA-Anlagen.

## Architektur

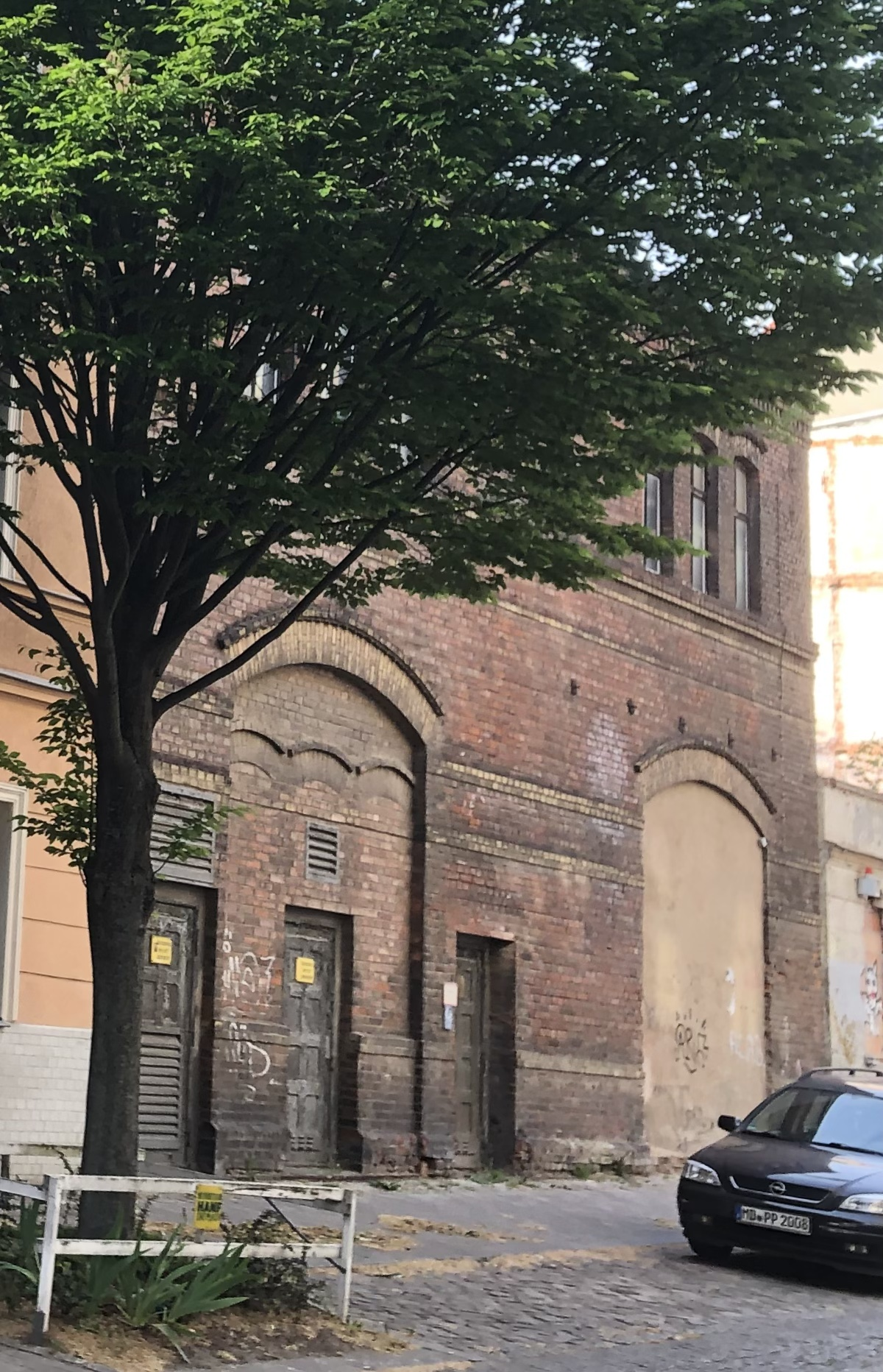
Gießereigebäude, Fassade zur Weststraße, 2022

Die heute erhaltenen Bauten, neben Kontor- und Verwaltungsgebäude auch die Werkstatt und die Gießerei, entstanden im Wesentlichen zwischen 1872 und 1904 nach Entwürfen des Buckauers Christian Andreas Schmidt.
Im Denkmalverzeichnis für Magdeburg ist die Fabrik unter der Erfassungsnummer 094 80267 als Baudenkmal verzeichnet.
Das Ensemble gilt als sozial-, wirtschafts- und siedlungsgeschichtlich bedeutend und aussagekräftiges Beispiel für die enge Verwobenheit von Industrie- und Wohnbebauung im 19. Jahrhundert.

### Werkstattgebäude
Besonders markant ist das langgestreckte, 1879 entlang der Gnadauer Straße errichtete Werkstattgebäude. Das aus Ziegeln errichtete Gebäude war ursprünglich von einem Flachdach bedeckt. 1883 und 1892 erfolgten Erweiterungen. Im Jahr 1904 erhielt der Werkstattbau dann sein noch heute vorhandenes Erscheinungsbild. Er wurde um eineinhalb Geschosse erhöht und die verschiedenen entstandenen Anbauten zusammengefasst. Die aufwändig gegliederte Fassade wird von als Rundbögen gestalteten Fensteröffnungen dominiert. Oberhalb der oberen Fensterreihe befindet sich über jedem Fenster ein Okuli. Es besteht eine Gliederung aus farbigen Ziegeln, Lisenen, Trauf- und Gesimsbändern, Nach Süden, zur Weststraße hin, wird der Bau von einem markanten Stufengiebel abgeschlossen. Der Werkstattbau wurde in Längswandbauweise errichtet. Mittig besteht eine Reihe aus gusseisernen Stützen.

### Kontor- und Verwaltungsgebäude
Die Einfahrt zum Fabrikhof besteht von der Weststraße aus. An die Einfahrt schließen sich die zweigeschossigen Kontor- und Verwaltungsbauten der Fabrik an. Das Kontorgebäude entstand bereits im Jahr 1872 in Fachwerkbauweise. 1895 wurde das Verwaltungshaus angefügt. Vermutlich in diesem Zusammenhang wurde die straßenseitige Fassade des Fachwerk-Kontorgebäudes umgebaut und in massiver Bauweise neu errichtet. Die Ziegelfassade ist vielfältig gegliedert.

### Gießerei
Weiter nach Osten, hinter dem Haus Weststraße 3, befindet sich, umgeben von Wohnhäusern der Gründerzeit, das ehemalige Gießereigebäude. Es entstand 1889 durch die Erweiterung der älteren Formerei. Die zweigeschossige Ziegelfassade wird von zwei Portalen dominiert, die von Segmentbögen überspannt werden. Eines der Portale ist als Blindportal angelegt. Oberhalb der Portale verläuft ein Gesimsband, über dem sich gereiht stichbogige Oberlichter befinden. Die Halle erstreckt sich von hier aus mit einer Breite von 15,65 Meter über 47 Meter nach Nordwesten. Es bestehen gusseiserne, zwölf Meter hohe Mittelstützen. Erhalten ist eine aus der Bauzeit stammende Brückenkrananlage, die als wertvolles Denkmal der Technikgeschichte betrachtet wird. Bedeckt wird die Halle von einem nach Nordwesten ausgerichteten Sheddach.